# Šakvice
Šakvice (en allemand : Schakwitz) est une commune du district de Břeclav, dans la région de Moravie-du-Sud, en République tchèque. Sa population s'élevait à 1 487 habitants en 2020.

## Géographie
Šakvice se trouve à 6 km au sud-sud-ouest de Hustopeče, à 21 km au nord-ouest de Břeclav, à 35 km au sud-sud-est de Brno et à 211 km au sud-est de Prague.
La commune est limitée par Hustopeče au nord, par Starovičky et Zaječí à l'est, par Přítluky et Milovice au sud, et par Dolní Věstonice au sud-ouest et Strachotín à l'ouest.

## Histoire
La première mention écrite de la localité date de 1371.